# Raedersheim
Raedersheim là một xã ở tỉnh Haut-Rhin trong vùng Grand Est ở đông bắc Pháp. Xã này có diện tích 5,69 km², dân số năm 1999 là 1120 người. Khu vực này có độ cao 228 mét trên mực nước biển.